# Castello di Montechiarugolo
Das Castello di Montechiarugolo ist eine mittelalterliche Niederungsburg in Montechiarugolo in der italienischen Region Emilia-Romagna. Sie liegt an der Piazza Mazzini 1.

## Geschichte

Wappen der Sanvitales

Die ursprüngliche militärische Garnison zur Verteidigung des Enzatals wurde um 1121 in Auftrag der Familie Sanvitale errichtet. 1255 erreichte der Graf Guido Anselmo die Burg, dessen Familienzweig später unter dem Namen „Guidanselmi“ bekannt wurde.
1313 verbündete sich Giovannino Sanvitale mit den Barattis und den Palùs und rebellierte gegen die Guelfen in Parma. Der Bürgermeister der Stadt belagerte mit Hilfe von Giberto III. da Correggio die Burg und zwang die Aufständischen zur Aufgabe. Die Festung und die angrenzende Siedlung wurden vollständig zerstört.
Als Parma 1348 unter die Herrschaft des Herzogtums Mailand gekommen war, ließen die Viscontis in den folgenden Jahren die Burg als Garnison des Tales ausbauen.
1404 nahmen die Da Correggios und die De’ Rossis die Burg in Besitz, wurden aber von Ottobuono Terzi, dem Herrn von Parma, angegriffen, der sie zur Aufgabe zwang und die Festung den Herzögen von Mailand zurückgab, wobei er ihnen vorschlug, sie Guido Torelli, einem fähigen Condottiere, zu überlassen. 1406 investierte Giovanni Maria Visconti Torelli offiziell in die Lehen Montechiarugolo und Guastalla; dieser ließ die Burg in ihrer heutigen Form wiederaufbauen. 1428 bestätigte Filippo Maria Visconti den Torellis ihre Herrschaft und verlieh ihnen den Titel von Grafen.

Wappen der Torellis

Nach dem Tod von Guido Torelli 1449 erbten seine beiden Söhne die väterlichen Lehen, gerieten aber bald über ihre Aufteilung in Streit. Trotz der Mediation von Francesco I. Sforza brachte sich Pietro Guido I. Torelli 1456 in den Besitz des Castello di Montechiarugolo, das seinem Bruder, Cristoforo I. Torelli zugesprochen war; dieser griff es wiederum an und erreichte seine Rückübertragung.
Im Jahre 1500, während des Streits zwischen dem König von Frankreich, Ludwig XII., und Ludovico Sforza, der mit den Torellis verbündet war, griff Gian Giacomo Trivulzio die Burg mit Artilleriegeschossen an, beschädigte sie und überließ sie dann Antoine de Gimel, dem Gouverneur von Parma. Drei Jahre später kaufte Francesco Torelli die Festung zurück, die er nach der Plünderung neu arrangierte.
Gegen Mitte des 16. Jahrhunderts weilten der damalige König von Frankreich, Franz I., und der damalige Papst, Paul III., auf der Burg.
1551, während des Krieges von Parma, in dem sich der Herzog Ottavio Farnese, unterstützt vom König von Frankreich, Heinrich II., und Papst Julius III., verbündet mit dem Kaiser des Heiligen Römischen Reiches, Karl V., gegenüberstanden, wurde die Burg erneut angegriffen und eingenommen. Am Ende des Konfliktes gelangten die Torellis wieder in ihren Besitz. In den folgenden Jahren ließ Pomponio Torelli zahlreiche Ausschmückungsarbeiten im Inneren der Burg durchführen und verwandelte sie so in eine Adelsresidenz.

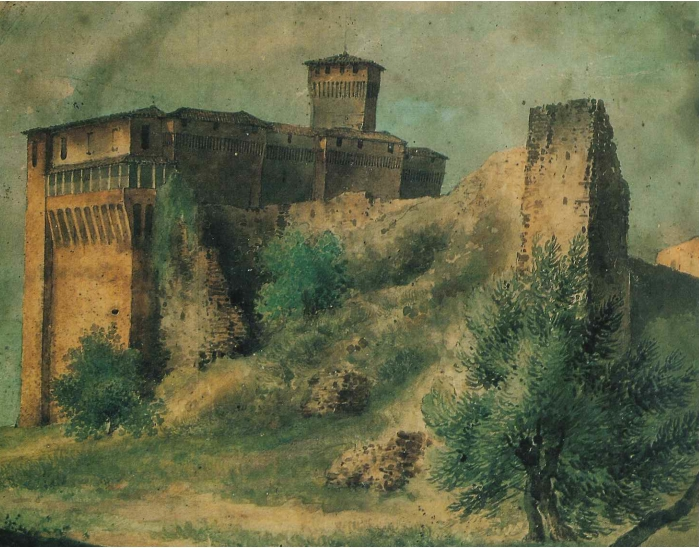
Antonio Pasini: Il castello di Montechiarugolo, Anfang des 19. Jahrhunderts

Sein Sohn Pio folgte seinem Vater 1608 nach, wurde aber drei Jahre später zusammen in den Sanvitales von Sala Baganza und Fontanellato von den Grafen Barbara Sanseverino und Orazio Simonetta, sowie weiteren Adligen, wegen einer Verschwörung zum Nachteil des Herzogs Ranuccio I. Farnese angeklagt, der die Verurteilung der Verschwörer zum Tode und die Konfiszierung ihrer Güter erreichte und somit der Grafschaft Montechiarugolo ein Ende bereitete.
In den folgenden Jahrhunderten wurde die Burg, die der herzoglichen Liegenschaftsverwaltung von Parma gehörte, als Magazin für Lebensmittel verwendet.
Am 4. Oktober 1796 stand die Burg im Zentrum eines Streites bescheidenen Ausmaßes, aber großer Resonanz, der als Battaglia di Montechiarugolo (dt.: Schlacht von Montechiarugolo) bezeichnet wurde: Eine Kolonne österreichischer Soldaten wandte sich auf der Flucht vor den napoleonischen Truppen, die die Stadt Mantua belagert hatten, in Richtung des Großherzogtums Toskana. Die neugegründete Repubblica Reggiana (dt.: Republik Reggio nell’Emilia) entsandte Truppen unter der Leitung von Carlo Ferrarini, was die Feinde dazu veranlasste, im Castello di Montechiarugolo Schutz zu suchen. Dort wurden die Österreicher nach einem kurzen Gefecht zur Aufgabe gezwungen. Napoleon selbst gedachte der beiden im Kampf gefallenen Soldaten aus Reggio nell’Emilia und lobte das Unternehmen, das vermutlich das erste Zeichen des Risorgimento darstellte.
In der Regierungszeit der Herzogin Marie-Louise wurde die Burg in ein militärisches Magazin und Schießpulverfabrik umgebaut, wodurch ein Teil der Dekorationen in einigen Sälen beschädigt wurde, darunter insbesondere im Festsalon und im Saal der vier Elemente.
Nach der Einigung Italiens wurde die Burg 1864 von der staatlichen Liegenschaftsverwaltung an Antonio Marchi verkauft, dessen Nachkommen heute noch Eigentümer sind.

## Beschreibung

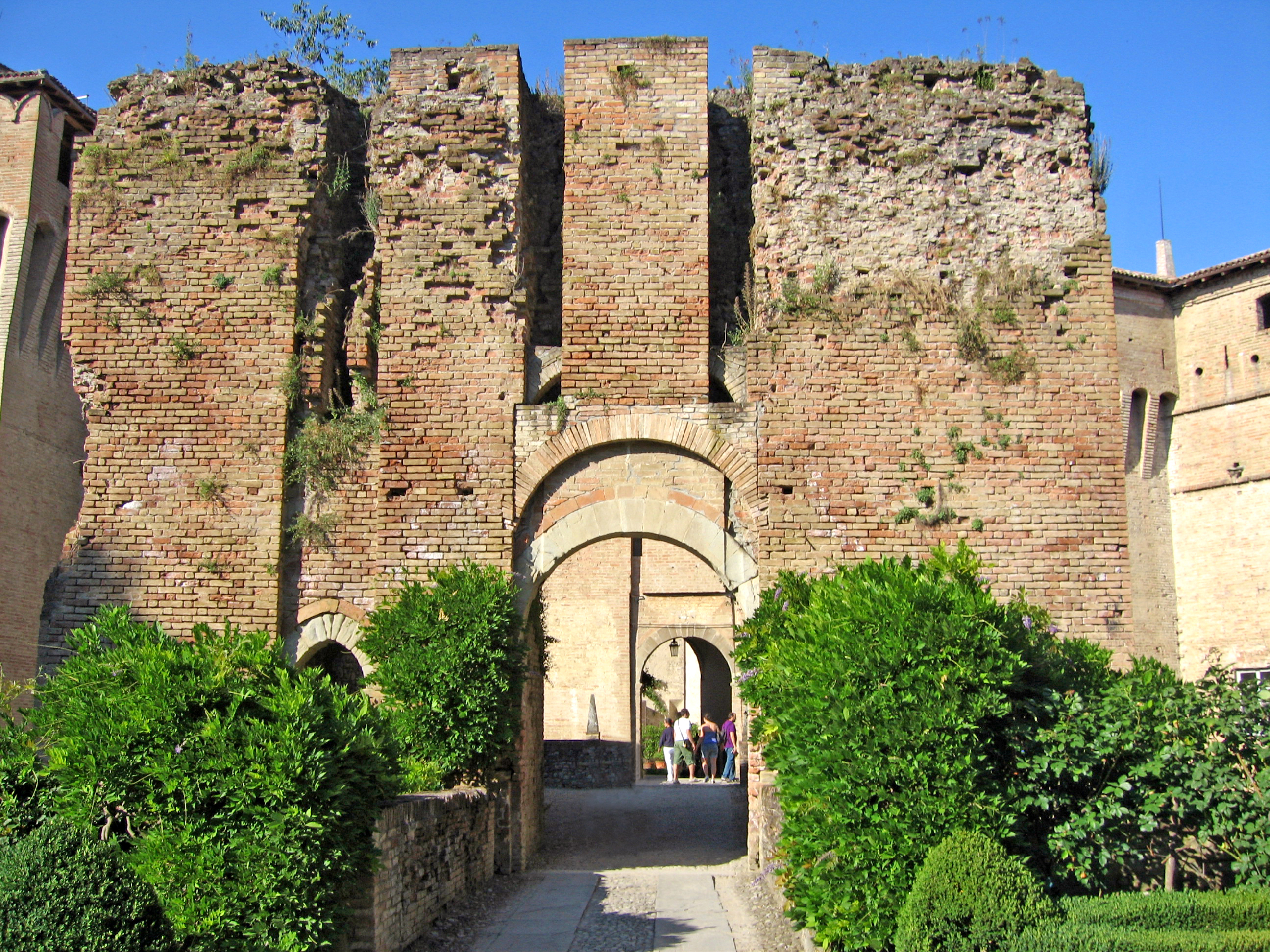
Südliches Eingangsravelin

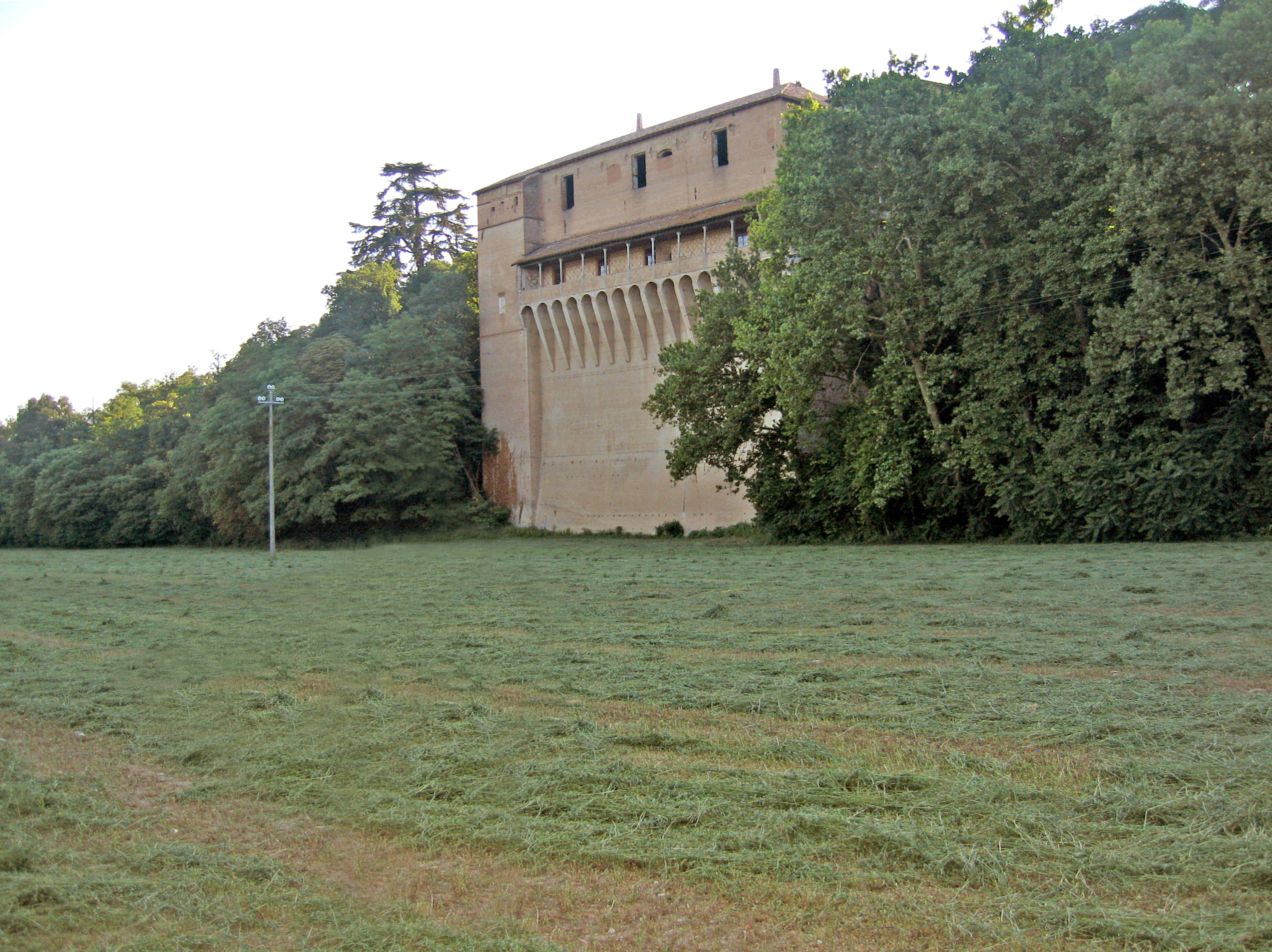
Front zum Enzatal hin

Die Burg hat einen unregelmäßigen Grundriss und zwei Innenhöfe, von denen der Mitte, der Ehrenhof, sehr viel größer ist als der andere. Sie liegt strategisch günstig auf einer natürlichen Geländeerhebung am Rande des Bachbettes der Enza und ist auf der von Bach abgewandten Seite von einem tiefen Burggraben umgeben, der ursprünglich von zwei getrennten Zugbrücken überspannt wurde, die an den beiden heute noch erhaltenen, aber durch die zahlreichen Angriffe auf die Burg über die Jahrhunderte beschädigten Ravelins lagen.
Ursprünglich war die Burg aus durch einen zweiten, äußeren Mauerring geschützt, der auch die Siedlung mit einschloss und mit Bastionen an den Ecken versehen war. Dieser wurde mit dem Aufkommen der Kanonen in der zweiten Hälfte des 15. Jahrhunderts verändert und später, nach der Erfindung der Artillerie, blieben nur einige wesentliche Spuren am Nordostende des historischen Dorfzentrums erhalten.

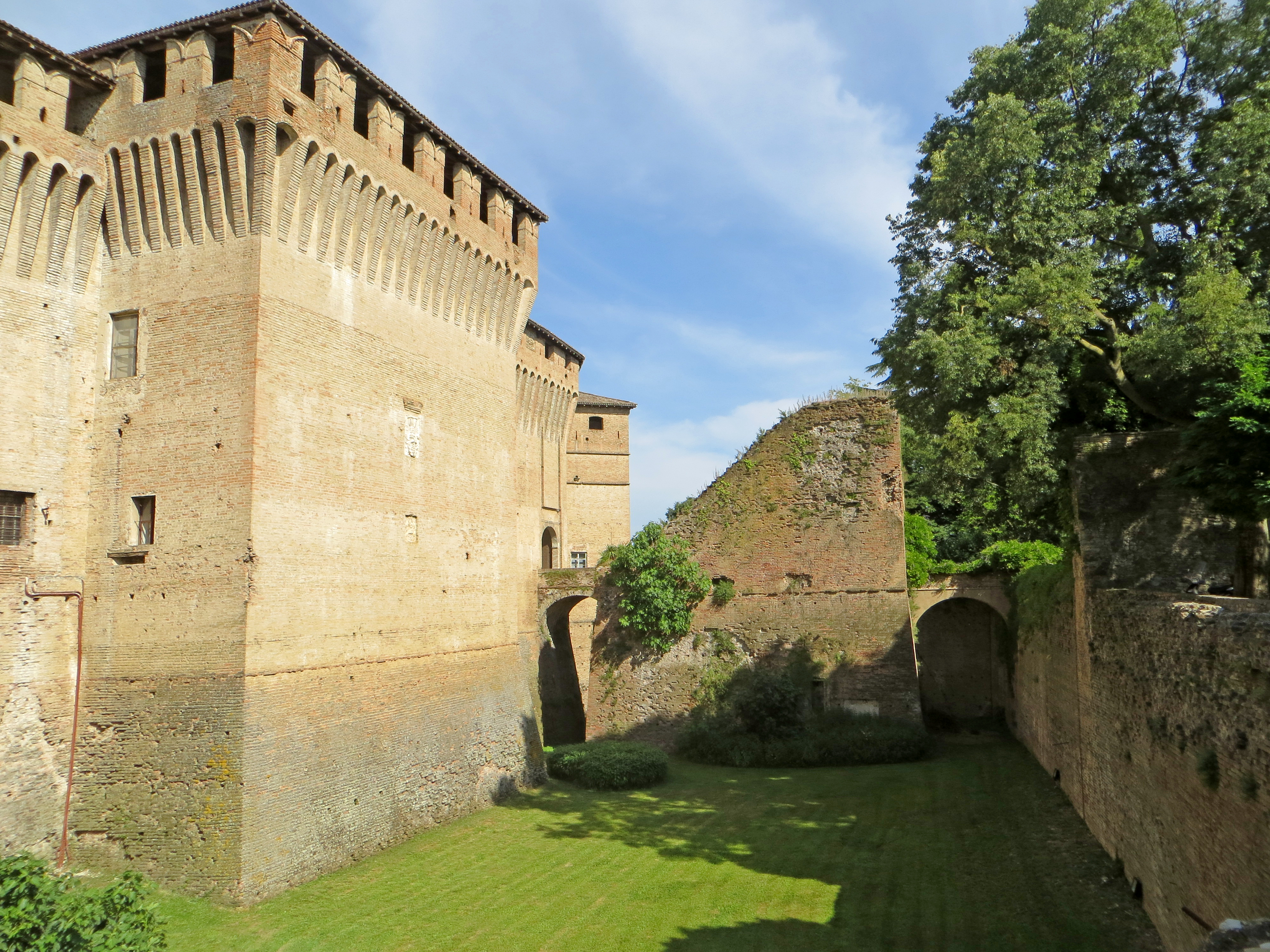
Südwestflügel und südlicher Ravellin

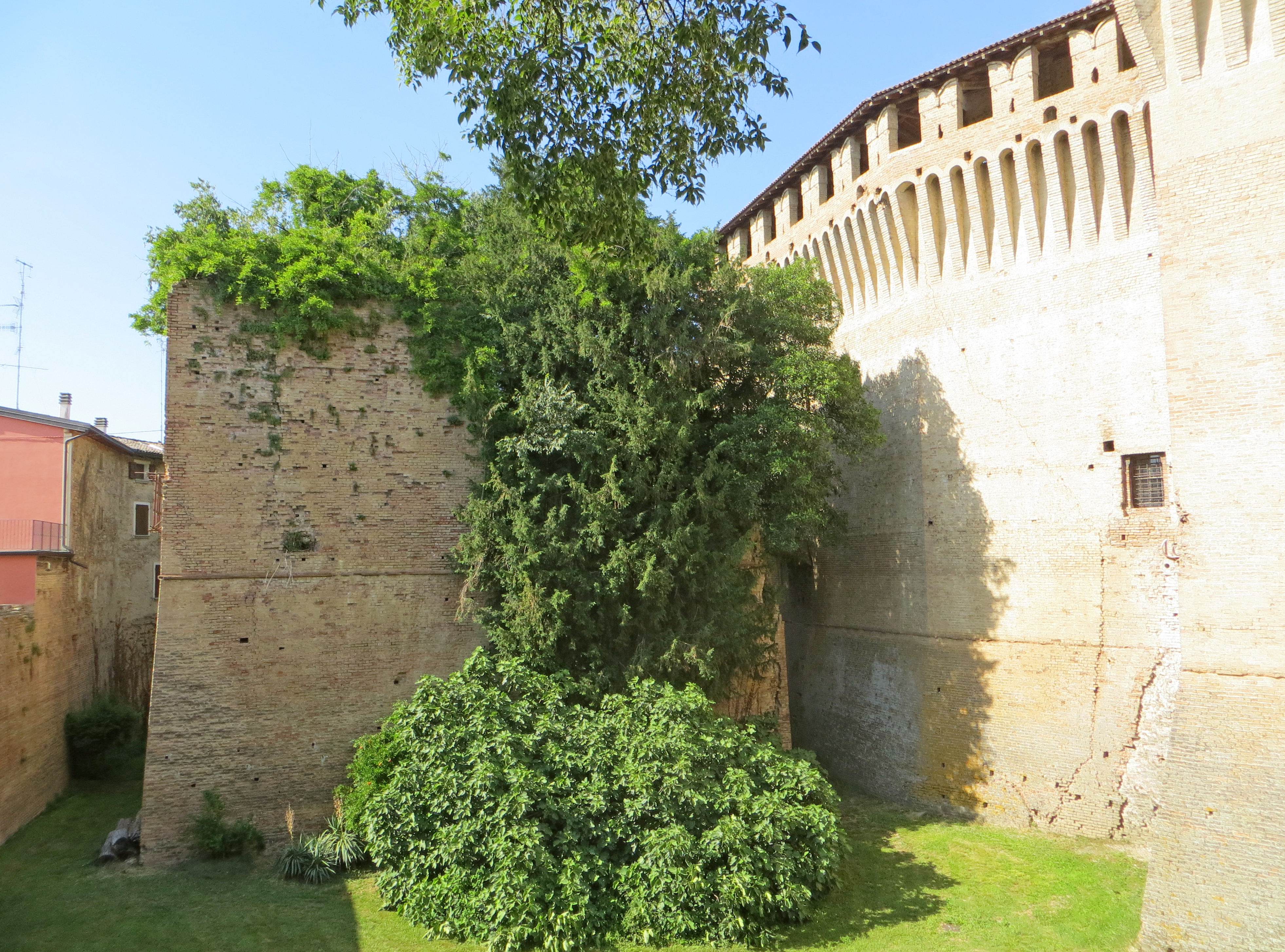
Westlicher Ravellin

Die Ziegelfassaden der Festung zeigen genau das typische Aussehen der spätmittelalterlichen Burgen, vor allem die an der Südwest- und der Nordseite, die vollständig mit ghibellinischen Zinnen gekrönt sind, die trotz der Dacheindeckung, die zum Schutz der Mauergänge angebracht wurde, noch perfekt sichtbar sind. Die Mauergänge werden durch zahlreiche Konsolen mit Regenabläufen gestützt. Zwischen den beiden Innenhöfen erhebt sich der Bergfried, die Krönung des gesamten Gebäudes.
Die Seite zum Tal hin bereichert eine bemerkenswerte, vorspringende Loggia, die durch hohe Konsolen gestützt und von einem Pultdach gedeckt ist. Eine Reihe schlanker Säulen mit lotosförmigen Kapitellen aus Sandstein stützen das Dach.

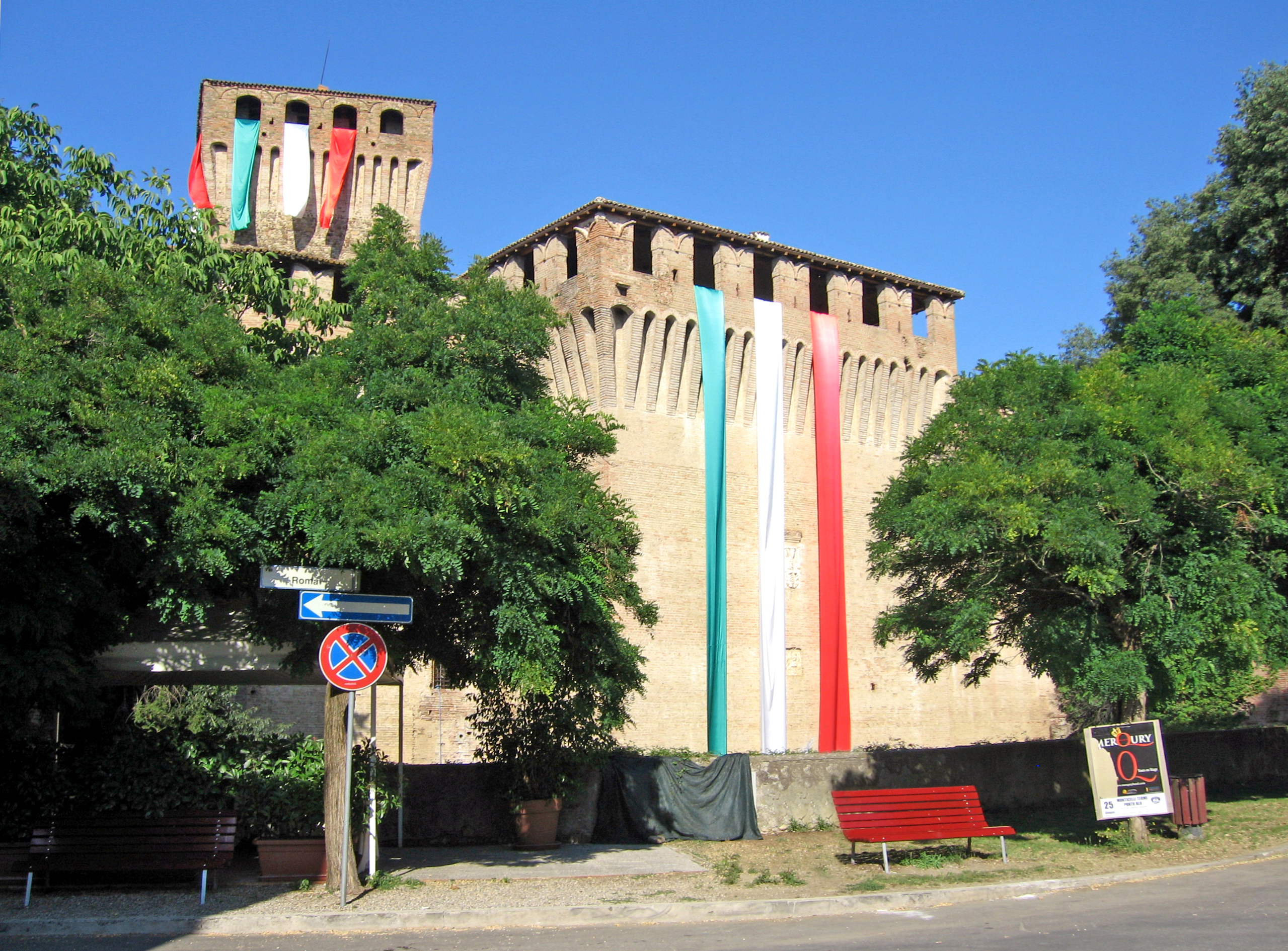
Die Burg zum 150. Jahrestag der Einigung Italiens

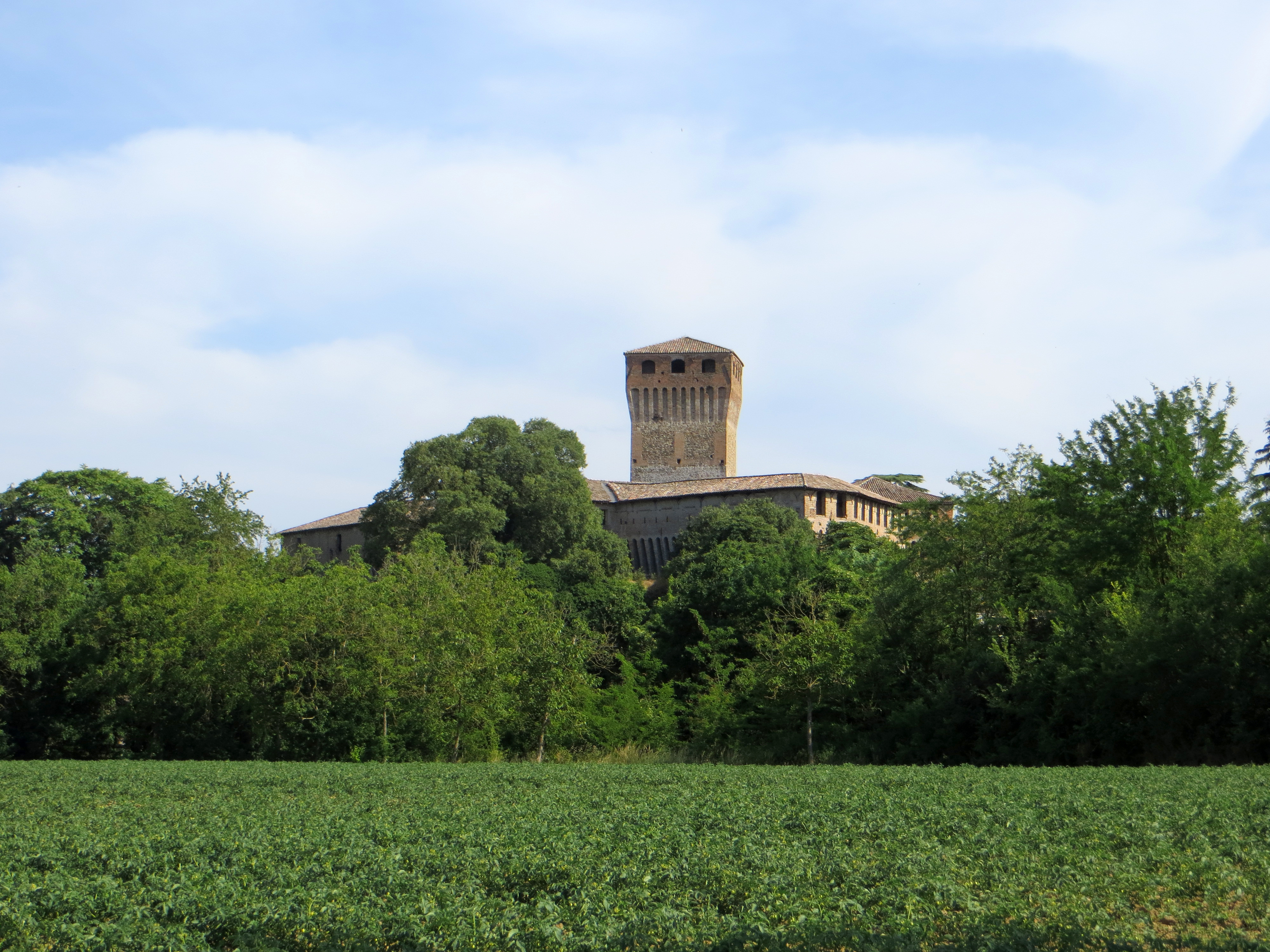
Die Burg von Nordwesten

Durch den Eingangsgarten auf der Südseite und die gemauerte Brücke über den Burggraben gelangt man zum südlichen Ravellin, das mit der Burg durch eine weitere Brücke, die die Zugbrücke ersetzte, verbunden ist; die Existenz der alten Zugbrücke beweisen die hohen Schlitze, die früher die Bolzen aufnahmen. Wenn man durch den Rundbogeneingang geht, erreicht man den Ehrenhof, dessen Südseite durch eine Vorhalle mit Bögen gekennzeichnet ist, die durch eine Reihe vieleckiger Ziegelsäulen, gekrönt von lotosförmigen Kapitellen, gestützt werden. In der Mitte des Hofes stehen neben einigen, zu Pyramiden aufgeschichteten, alten Kanonenkugeln zwei Statuen aus dem 18. Jahrhundert, die aus dem Garten des Palazzo Ducale in Colorno stammen, den die Familie Marchi Ende des 19. Jahrhunderts kaufte.
Hinter dem hohen Bergfried öffnet sich der Brunnenhof, dessen Ausmaße deutlich kleiner als die des Ehrenhofes sind.
Über die Nordseite des Ehrenhofes gelangt man dagegen zum Castellazzo, einer alten Bastion, die heute in einen eleganten Garten umgewandelt ist und mit der Burg durch eine Brücke in Ziegelmauerwerk verbunden ist, die die alte Zugbrücke ersetzt hat. Der an Hecken, Rosen und Pfingstrosen reiche Garten wird von imposanten Ziegelmauern getragen, die zum Tal hin teilweise eingestürzt sind; seine große Höhe über dem Tal ermöglichte ursprünglich einen weiten Blick über angrenzende Ebene.

### Innenräume
Die Innenräume, die mit alten Möbeln und Gemälden ausgestattet sind, zeigen die typischen Details einer Adelsresidenz aus dem 16. Jahrhundert, die der Graf Pomponio Torelli, ein Humanist und Literat, nutzte. Er beschäftigte in der Burg zahlreiche, damalige Künstler.

#### Festsalon
Der direkt mit dem Ehrenhof verbundene und durch elegante, neugotische Dreifachfenster belichtete Festsalon ist durch wertvolle Fresken gekennzeichnet, die die Hälfte der Kreuzgewölbedecke, ebenso wie die breiten, darunter angeordneten Lünetten, schmücken. Die Gemälde, die im 16. Jahrhundert von der Schule Cesare Baglionis geschaffen wurden, zeigen groteske Motive und verflochtene Pflanzen mit Monochromen weiblicher Figuren. Unter den zahlreichen Wappen stechen vor allen Dingen die der drei wichtigen, mit den Torellis verwandten Geistlichen heraus: Das von Papst Pius V., das des Kardinals Agostino Trivulzio und das des Kardinals Michele Monelli. In der Mitte des Gewölbes präsentiert sich dagegen der Biscione, das Emblem der Viscontis. Unter den anderen Wappen, die vermutlich in der Reihenfolge der Einheirat ihrer Mitglieder in das Haus Torelli angeordnet sind, sind die der Contrari, der Picos, der Nobilis, der Torellis von Coenzo, der Anguissolas, der Bentivoglios und der Masis zu erkennen, und darüber hinaus das der De’ Rossis von San Secondo und das der Barbianos von Belgioioso.
Außerdem bereichern wertvolle, alte Möbel und zahlreiche Gemälde, die teilweise den Farneses gehören und von der Familie Marchi nach 1864 dort aufgehängt wurden, den großen Raum.

#### Mittleres Zimmer

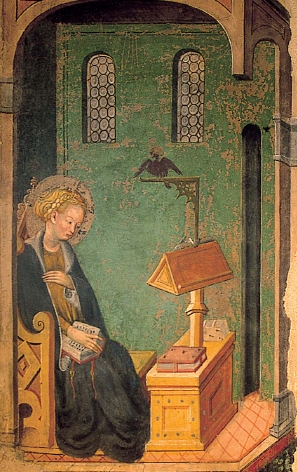
Die Madonna, ein Teil der Verkündigung, Mittleres Zimmer

In dem Saal befindet sich in den beiden Aufspreizungen des Fensters mit Blick auf die Loggia das wertvollste Bildwerk der gesamten Burg: Mariä Verkündigung, unterteilt in die linke Seite mit dem Erzengel Michael und in die rechte mit der Madonna. Das Fresko mit typischen Details des lombardisch-gotischen Stils wurde von einem Schüler von Michelino da Besozzo in der zweiten Hälfte des 15. Jahrhunderts geschaffen.
Die Kreuzgewölbedecke ist dagegen mit Fresken dekoriert, auf denen Putten, die Blumen verstreuen dargestellt sind; sie stammen aus dem Anfang des 17. Jahrhunderts.

#### Saal der vier Elemente oder der Sirenen
In dem Saal, der ebenfalls eine Kreuzgewölbedecke hat, gibt es nur noch einige Spuren der Fresken aus dem 15. Jahrhundert, die ihn einst schmückten und über die Jahrhunderte irreparabel beschädigt wurden. Ursprünglich zierte die Wände vollständig ein Rautenmuster voller Schriften, juwelenbesetzter Ringe und Wappen der Borromeos als Zeugnis der starken Bindung, die Guido Torelli und Vitaliano I. Borromeo verband. Heute zeigt nur noch die Wand gegenüber dem Eingang zahlreiche Spuren, darunter das Motto Humilitas (dt.: Demut) in gebrochener Schrift.
An der gegenüberliegenden Wand ist dagegen ein verblasstes Fragment des Gemäldezyklus‘ aus dem 16. Jahrhundert sichtbar, der den Raum schmückte und auf dem eine Einschiffung mit Bezug auf die berühmte Episode aus dem Gesang der Sirenen aus der Odyssee dargestellt war.
Vier wichtige Temperagemälde, die der Maler Domenico Muzzi in der zweiten Hälfte des 18. Jahrhunderts schuf und die die vier Elemente Wasser, Luft, Erde und Feuer zeigen, bereichern den Raum. In diesem Saal gibt es außerdem ein Modell aus Holz und Metall, das einen kleinen Tempel von Arkadien darstellt und vermutlich vom Architekten Ennemond Alexandre Petitot im Jahre 1769 geschaffen wurde. Die Gemälde und das Holzmodell, die sich ursprünglich in den Räumen des Palazzo Ducale von Colorno befanden, kaufte Antonio Marchi gegen Ende des 19. Jahrhunderts.
In dem Raum gibt es darüber hinaus ein großes Gemälde, das Pia de’ Tolomei zeigt und aus der Zeit um 1850 stammt. So wird der Raum auch „Camera della Pia“ genannt.

#### „Katzen“zimmer
Der Raum, der an das Mittlere Zimmer anschließt ist mit Wandfresken aus dem 15. Jahrhundert dekoriert, die zwischen 1920 und 1930 wiederentdeckt und restauriert wurden; sie zeigen ein Rautenmuster, aufgewertet durch zahlreiche Sigel von Guido Torelli, Mottos und Embleme, darunter den springenden Löwen (oder die „Katze“), der den Torellis 1424, nach der Befreiung der Stadt Neapel von den Aragonesen, verliehen wurde.
Das Kreuzgewölbe der Decke und die Lünetten darunter sind dagegen mit Fresken verziert, die ursprünglich zwischen dem Ende des 16. Jahrhunderts und dem Beginn des 17. Jahrhunderts geschaffen, aber im 20. Jahrhundert restauriert wurden; sie zeigen zahlreiche allegorische Abbildungen, darunter das „Schicksal“, das „Glück“, die „Kriegskunst“ und den „Überfluss“ (oder die „Stärke“).

#### Altes Zimmer
An der Ecke liegt die Schlafkammer, die ursprünglich vermutlich als Studierzimmer von Pomponio Torelli diente. Das Kreuzgewölbe der Decke und die Lünetten an den Wänden sind vollständig mit einem Freskenzyklus dekoriert der sich laut einer ungenaueren Interpretation um das Leben des Mannes dreht, und dazwischen Putten und Engel auf Monochromen. Die vier Darstellungen oben sollen die vier wichtigsten Betätigungen des Mannes zeigen: Die „Fischerei“, den „Krieg“, die „Schäferei“ und die „Landwirtschaft“. Auf den vier Lünetten sollen allegorisch darüber hinaus Momente des Tagesablaufs abgebildet sein: „Sonnenaufgang“, „Tag“, „Sonnenuntergang“ und „Abend“. Nach einer Studie von 2006 sollen die Malereien auf dem Gewölbe stattdessen die Allegorien der „Physischen Kraft“, des „Genius“, des „Wohlwollenden Glücks“ und des „Glücks“ darstellen, wogegen die auf den Lünetten die „Nacht“, den „Tag“, die „Zeit, die Wahrheit zu enthüllen“ und die „Rücksichtnahme“ neben der „Aufsicht“ und dem „Urteilsvermögen“ abbilden sollen. Die Malereien entstanden in der zweiten Hälfte des 16. Jahrhunderts, vermutlich von der Hand der Maler Innocenzo Martini oder Giovanni Antonio Paganino aus Parma, auch wenn spätere Studien sie dem Maler Cesare Baglioni zuschreiben.
Die Möblierung besteht aus einem Bett aus der Renaissance, einer barocken Kinderbett, einem Kleiderschrank aus dem 17. Jahrhundert und einer hohen Holzverkleidung an den Wänden, ebenfalls aus dem 17. Jahrhundert, die aus der Sakristei dem Kolleg des Johannes des Täufers in Pieveottoville (Polesine Zibello) stammt.

#### Zimmer der Fee Bema
In einem kleinen, dunklen, benachbarten Zimmer befindet sich in einer Ecke eine Vitrine mit einer alten ägyptischen Mumie, die im 18. Jahrhundert in der Burg gefunden wurde. Eine Sage berichtet dagegen, dass es sich um die Leiche der Fee Bema handeln soll, einen Geist, der die Burg beschützen soll.

### Loggia

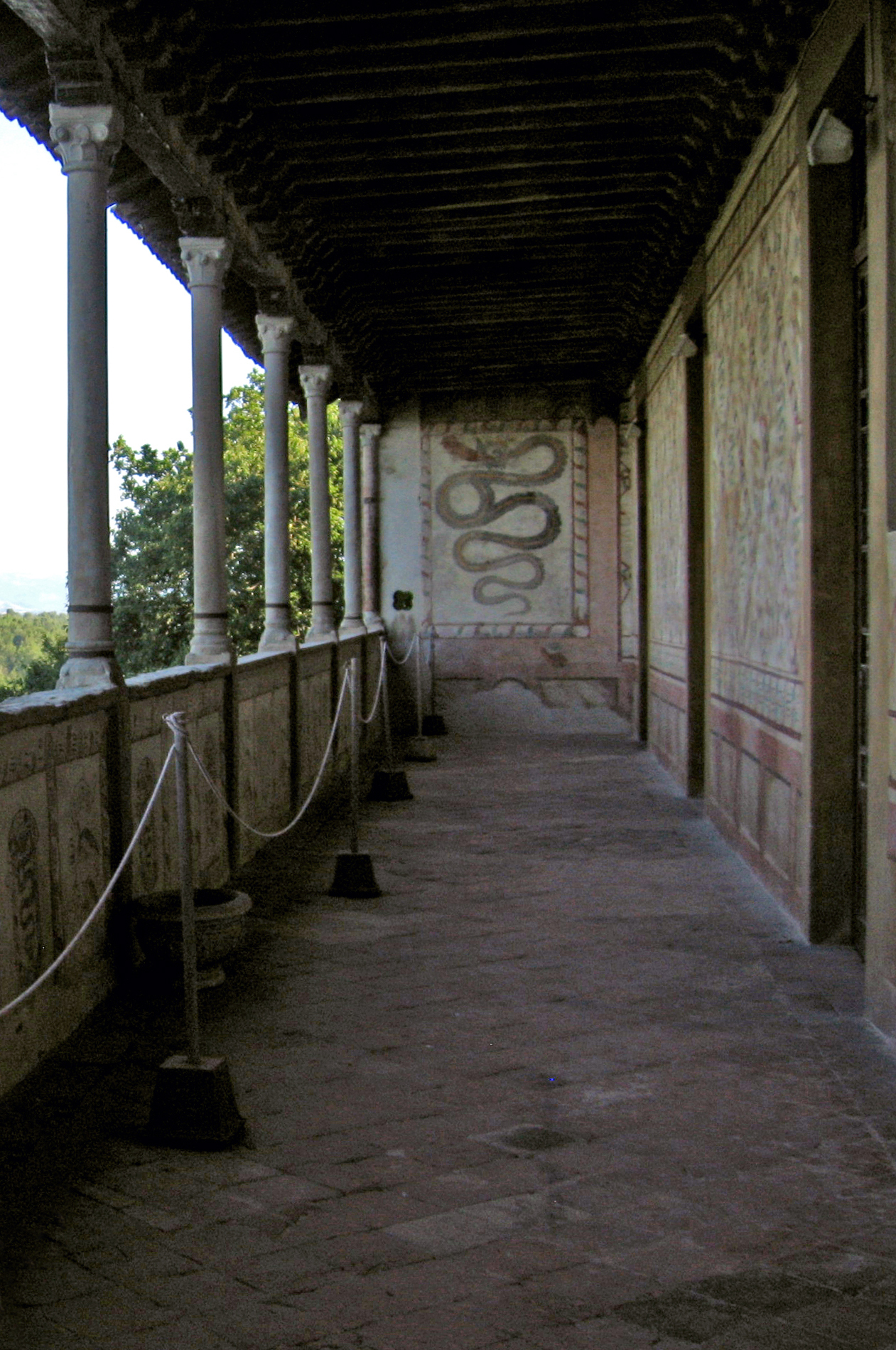
Loggia

Die vier Hauptsäle des Erdgeschosses öffnen sich zur langen Loggia hin, die sich an der Ostfassade befindet. Der Balkon mit Holzbalkendecke ist durch Fresken gekennzeichnet, die die Wände und die Brüstung aus Mauerwerk bedecken und aus dem 15. Jahrhundert stammen. Die Verzierungen, die in den letzten Jahren des 20. Jahrhunderts restauriert wurden, zeigen die Wappen der Torellis und der Viscontis, gerahmt von grünen und roten Rauten; deren Emblem, Bissa Bella genannt, bedeckt auch die gesamte Rückwand, um die enge Verbindung zu betonen, die die beiden Familien verband.
Im Inneren der Malerei zeigen sich auch zahlreiche Inschriften, die bereits in der Zeit von Guido Torelli angebracht wurden und eine wichtige Erinnerung an die hauptsächlichen Ereignisse darstellen, an denen das Adelsgeschlecht bis zu seinem Niedergang beteiligt war.
Dank ihrer Lage zeigt die Loggia immer noch einen ausnehmenden Panoramablick über das gesamte Tal. Man sieht von dort aus sehr gut das Castello di Montecchio Emilia, das auf der anderen Seite der Enza liegt, während die Hügel von Quattro Castella in der Ferne zu sehen sind.

### Umgang
Die Burg ist oben mit einem Umgang rund um die Mauern versehen, der sich noch in sehr gutem Zustand befindet und in der Zeit nach dem Bau des Gebäudes mit einem Dach versehen wurde.
An einigen Punkten öffnen sich unter den Zinnen kleine, runde Schießscharten, die gegen Ende des 15. Jahrhunderts ergänzt wurden, um kleine Geschütze aufzunehmen.
In der Nähe der Nordwestecke vermittelt eine Falltür im Boden des Umgangs den Zugang zu einem kleinen Raum, der mit einem Tonnengewölbe gedeckt ist und früher als Gefängnis der Burg diente. Nicht weit davon entfernt findet sich im obersten Stockwerk des Nordflügels ein großer Saal, der ursprünglich als Waffenkammer diente, von Pomponio Torelli in eine Bibliothek umgewandelt wurde, von der dennoch heute keine Spur mehr geblieben ist, weil sie von den Farneses konfisziert wurde.

### Rundgang für die Besucher
Seit den ersten 2000er-Jahren ist Burg öffentlich zu besichtigen und bildet einen Teil des Circuito dei castelli der Associuazione dei Castelli del Ducato di Parma, Piacenza und Pontremoli.
Zu besichtigen sind neben dem Innenhof der Festsalon, das Mittlere Zimmer, der Saal der vier Elemente oder der Sirenen, die Loggia, das „Katzen“zimmer, das alte Zimmer und Zimmer der Fee Bema.

## Die Legende der FeeBema
Der Legende nach soll in den Mauern der Burg der Geist der Fee Bema umherwandern, deren imaginäre Geschichte als populäre Legende erzählt wird, ebenso wie die der Romanze La Fata di Montechiarugolo, die Alfonso Cavnagnari Ende des 19. Jahrhunderts aufgeschrieben hat.
Die bekannteste Version des Mythos erzählt, dass im Mai 1593, während eines Festes, das in der Burg organisiert worden war und an dem auch der Herzog Ranuccio I. Farnese teilnahm, der von Geburt an kränklich war, die junge Bema, ein sehr schönes Mädchen, erschien und eine kleine Bühne aufbaute, um den Umstehenden ihre Zukunft vorauszusagen, während ihr Helfer Max neben ihr stand. Auch der kleine Pio, der Sohn des Grafen Pomponio Torelli, näherte sich ihr, weil er neugierig war, seine Zukunft zu erfahren. Die Fee weigerte sich zunächst, zu sprechen, aber später, als sie von den Hofdamen verspottet wurde, enthüllte sie: „Ich sehe einen See von Blut, auf dem Köpfe von Adligen schweben, und ich sehe auch den Kopf dieses Kindes im Blut, ebenso wie die der anwesenden Damen.“ Zunächst war der Herzog von der jungen Fee fasziniert, so sehr, dass er ihr eine Passiererlaubnis gab, mit der sie sich frei im Herzogtum Parma und Piacenza bewegen konnte. Später aber ließ er sie festnehmen und in die Gefängnisse der Burg in Parma werfen, weil er fürchtete, dass er von ihr manipuliert worden war.
Dank der Unterstützung der Bevölkerung und der Hilfe von Max gelang es Bema später, aus dem Kerker zu fliehen und im Castello di Montechiarugolo Zuflucht zu suchen, wo Graf Pomponio Torelli sie willkommen hieß und für die Hausarbeit einstellte. In ihrer Zeit dort verliebte sich der junge Pio Torelli in sie, aber das Mädchen, das die Unmöglichkeit ihrer Liebe wegen ihres Unterschieds im gesellschaftlichen Stand erkannte, war gezwungen, ihn zurückzuweisen. Später wurde der adlige Spross nach Parma geschickt, um seine Ausbildung zu beenden.
Einige Jahre später ließ der Herzog Ranuccio I. Farnese Pio Torelli unter dem Vorwurf des Verrates gegen ihn festnehmen, um sich in den Besitz der Grafschaft Montechiarugolo zu bringen. Bema gelang es mit der Hilfe von Max, ihn entkommen zu lassen, aber auf der Flucht wurde der Graf abgepasst und ins Gefängnis zurückgebracht, um am 19. Mai 1612 zusammen mit anderen Adligen aus Parma öffentlich hingerichtet zu werden.
Die gute Fee wollte Montechiarugolo nicht mehr verlassen und blieb dort viele Jahre lang, geliebt von allen Dorfbewohnern, bis sie in hohem Alter verstarb.
Von da an, so berichtet die Sage, soll ihr Geist jedes Jahr in der Nacht von 18. auf 19. Mai in der Burg erschienen und auf die Spitze des hohen Bergfrieds geklettert sein, um auf die Stadt Parma zu blicken.
Der Legende nach soll die Mumie, die im 18. Jahrhundert im Inneren der Burg gefunden wurde, ihre sein, da neben der Leiche auch ein kleines Blatt Papier gefunden worden sei, auf dem folgende Worte gestanden seien: „Dies ist die Leiche von Bema, wer glücklich leben will, nimmt sie nicht aus ihrem Bett.“ Bei jedem Versuch, die Mumie aus der Burg zu entfernen, hätten sich tatsächlich kolossale Tragödien ereignet, darunter Erdbeben, Überschwemmungen und andere Katastrophen.